# Mestaruussarja 1984
La Mestaruussarja 1984 fu la settantacinquesima edizione della massima serie del campionato finlandese di calcio, la cinquantaquattresima come Mestaruussarja. Il campionato, con il formato a doppia fase, venne vinto dal Kuusysi.

## Squadre partecipanti
| Club    | Città       | Stagione 1983                                                 |
| ------- | ----------- | ------------------------------------------------------------- |
| Haka    | Valkeakoski | 3º posto in Mestaruussarja                                    |
| HJK     | Helsinki    | 2º posto in Mestaruussarja                                    |
| Ilves   | Tampere     | Campione di Finlandia                                         |
| KePS    | Kemi        | 3º posto nella fase per la salvezza, 3º posto in I divisioona |
| Koparit | Kuopio      | 7º posto in Mestaruussarja                                    |
| KPV     | Kokkola     | 6º posto in Mestaruussarja                                    |
| KuPS    | Kuopio      | 1º posto nella fase per la salvezza                           |
| Kuusysi | Lahti       | 5º posto in Mestaruussarja                                    |
| MP      | Mikkeli     | 2º posto nella fase per la salvezza, 1º posto in I divisioona |
| PPT     | Pori        | 4º posto nella fase per la salvezza, 2º posto in I divisioona |
| RoPS    | Rovaniemi   | 8º posto in Mestaruussarja                                    |
| TPS     | Turku       | 4º posto in Mestaruussarja                                    |

## Classifica finale
|  | Pos. | Squadra | Pt | G  | V  | N | P  | GF | GS | DR  |
|  | ---- | ------- | -- | -- | -- | - | -- | -- | -- | --- |
|  | 1.   | Haka    | 31 | 22 | 11 | 9 | 2  | 43 | 26 | +17 |
|  | 2.   | TPS     | 29 | 22 | 11 | 7 | 4  | 56 | 31 | +25 |
|  | 3.   | Kuusysi | 28 | 22 | 10 | 8 | 4  | 41 | 24 | +17 |
|  | 4.   | Ilves   | 28 | 22 | 12 | 4 | 6  | 42 | 28 | +14 |
|  | 5.   | HJK     | 26 | 22 | 10 | 6 | 6  | 49 | 37 | +12 |
|  | 6.   | RoPS    | 24 | 22 | 9  | 6 | 7  | 33 | 38 | -5  |
|  | 7.   | KePS    | 21 | 22 | 7  | 7 | 8  | 35 | 36 | -1  |
|  | 8.   | KuPS    | 19 | 22 | 6  | 7 | 9  | 25 | 32 | -7  |
|  | 9.   | PPT     | 17 | 22 | 7  | 3 | 12 | 32 | 42 | -10 |
|  | 10.  | Koparit | 15 | 22 | 3  | 9 | 10 | 23 | 28 | -5  |
|  | 11.  | KPV     | 15 | 22 | 6  | 3 | 13 | 30 | 56 | -26 |
|  | 12.  | MP      | 11 | 22 | 2  | 7 | 13 | 22 | 53 | -31 |

Legenda:
      Ammesse alla fase per il titolo
      Vincitore della Suomen Cup 1984 e ammessa in Coppa delle Coppe 1985-1986
 Ammessa allo spareggio promozione-retrocessione
      Retrocessa in I divisioona
Note:
Due punti a vittoria, uno a pareggio, zero a sconfitta.

## Fase finale per il titolo

### Semifinali
|         | Risultati |         | Luogo e data |
| ------- | --------- | ------- | ------------ |
| Kuusysi | 2-0       | Haka    |              |
| Haka    | 2-1       | Kuusysi |              |
|         |           |         |              |
| Ilves   | 2-1       | TPS     |              |
| TPS     | 4-0       | Ilves   |              |
|         |           |         |              |

### Finale per il terzo posto
|       | Risultati |       | Luogo e data |
| ----- | --------- | ----- | ------------ |
| Ilves | 2-1       | Haka  |              |
| Haka  | 0-1       | Ilves |              |
|       |           |       |              |

### Finale
La finale venne vinta dal Kuusysi, che divenne campione di Finlandia e venne ammesso alla Coppa dei Campioni 1985-1986. Il TPS, che perse la finale, venne ammesso alla Coppa UEFA 1985-1986.
|         | Risultati |         | Luogo e data |
| ------- | --------- | ------- | ------------ |
| Kuusysi | 4-0       | TPS     |              |
| TPS     | 4-4       | Kuusysi |              |
|         |           |         |              |

## Spareggi

### Spareggio per il decimo posto
|         | Risultati |     | Luogo e data |
| ------- | --------- | --- | ------------ |
| Koparit | 2-1       | KPV |              |
|         |           |     |              |

### Spareggio promozione/retrocessione
Lo spareggio promozione/retrocessione venne disputato dall'undicesima classificata in Mestaruussarja (il KPV) e la seconda classificata in I divisioona (il Kuopion Elo). La vincente era ammessa alla Mestaruussarja 1985, mentre la perdente veniva ammessa alla I divisioona 1985.
|             | Risultati |             | Luogo e data |
| ----------- | --------- | ----------- | ------------ |
| Kuopion Elo | 2-1       | KPV         |              |
| KPV         | 2-0       | Kuopion Elo |              |
|             |           |             |              |